# Costituzione della Croazia
La Costituzione della Repubblica di Croazia (in croato Ustav Republike Hrvatske) è promulgata dal Parlamento croato.

## Storia
Mentre faceva parte della Repubblica Socialista Federale di Jugoslavia, la Repubblica Socialista di Croazia aveva una propria Costituzione sotto la Costituzione della Jugoslavia.
Dopo le prime elezioni parlamentari multipartitiche tenutesi nell'aprile 1990, il Parlamento ha apportato vari cambiamenti costituzionali. Il 22 dicembre 1990, ha respinto il sistema comunista monopolista e ha adottato una Costituzione democratica liberale della Croazia come Repubblica di Croazia. Il documento è talvolta noto come Costituzione di Natale (Božicni ustav).
La Costituzione è stata modificata all'inizio del 1998.
La Costituzione del 1990 usava il modello semi-presidenziale della Quinta Repubblica francese, con ampi poteri esecutivi presidenziali condivisi con il governo.
Nel 2000, e di nuovo nel 2001, il parlamento croato ha modificato la Costituzione cambiando il parlamento bicamerale storico in unicamerale e riducendo i poteri presidenziali.
La Costituzione è stata recentemente modificata nel 2013. Questo emendamento costituzionale definisce il matrimonio all'interno della Croazia come unione tra un uomo e una donna. Efficace dal 1º gennaio 2014.

## Contenuto

### Disposizioni di base
Questo capitolo definisce la Croazia come uno Stato democratico, unitario e sociale indivisibile in cui il potere deriva dalle persone e appartiene alle persone come membri della comunità di cittadini liberi e uguali. Le persone esercitano questo potere attraverso l'elezione di rappresentanti e attraverso una decisione diretta.
L'articolo 3 detta: lo stato di libertà, l'uguaglianza dei diritti e l'uguaglianza nazionale di genere, l'amore per la pace, la giustizia sociale, il rispetto dei diritti umani, l'inviolabilità della proprietà, la conservazione della natura e dell'ambiente, lo stato di diritto, e il sistema democratico multipartitico è il più alto valore dell'ordine costituzionale della Repubblica di Croazia e terreno per l'interpretazione della Costituzione.
L'Articolo 12 afferma: la lingua ufficiale è il croato e, insieme con la lingua croata, altre lingue, come il cirillico o qualunque altre in alcune aree, qualunque altra lingua legale può essere utilizzata.

### Protezione dei diritti umani e delle libertà fondamentali
Questo capitolo tratta dei diritti umani generali, delle libertà e dei diritti personali e politici e dei diritti economici, sociali e culturali.
Tutti sono uguali davanti alla legge a tutti i costi, colore, genere, lingua, religione, credo politico o di altro genere, origine nazionale o sociale, proprietà, nascita, istruzione, stato sociale o altre caratteristiche.
L'articolo 21 afferma: ogni essere umano ha il diritto inalienabile di vivere, quindi non vi è alcuna pena capitale nella Repubblica di Croazia. La libertà imprenditoriale e di mercato è la base del sistema economico. In questo capitolo la Banca nazionale croata è definita come una banca centrale indipendente nel suo lavoro di politica monetaria e responsabile nei confronti del Parlamento croato.

### Organizzazione del Governo
Il parlamento croato è definito come un organo rappresentativo del popolo e con il potere legislativo. La funzione più importante del parlamento è fare leggi e emendare la Costituzione.
Il presidente della Repubblica di Croazia rappresenterà il paese in patria e all'estero. Cura un regolare e armonizzato funzionamento e stabilità del governo statale ed è responsabile della difesa dell'integrità e dell'indipendenza territoriale. È eletto direttamente dai cittadini per un periodo di 5 anni ed è limitato a un massimo di due termini. Il compito più importante del Presidente è essere comandante in capo delle forze armate e di essere un leader durante lo stato di guerra quando sarà in grado di emettere decreti con la forza di legge.
Il governo della Repubblica di Croazia esercita il potere esecutivo. Il governo è composto dal primo ministro e dai ministri. Il presidente della Repubblica conferisce il mandato di formare il governo alla persona che, alla distribuzione dei seggi nel parlamento croato, gode della fiducia della maggioranza dei suoi membri. La funzione principale del governo è di proporre una legislazione, applicare le leggi, orientare le politiche estere e nazionali, dirigere l'amministrazione statale e favorire lo sviluppo economico. Il governo è responsabile nei confronti del parlamento croato e il parlamento può fare una mozione di censura.
Il potere giudiziario è esercitato da tribunali indipendenti e autonomi. La corte suprema è la più alta corte e garantisce l'uniforme applicazione delle leggi e della giustizia in modo eguale a tutti. Il Presidente della Corte Suprema è proposto dal Presidente della Repubblica e ratificato dal Parlamento croato per un periodo di 4 anni. L'ufficio giudiziario è permanente. I giudici sono eletti dal Consiglio giudiziario nazionale. Il Consiglio giudiziario nazionale è composto da 11 membri eletti dal Parlamento tra giudici, avvocati e giuristi. La maggior parte dei membri del Consiglio giudiziario nazionale saranno giudici.
L'Ufficio del Pubblico Ministero è un organo giudiziario autonomo e indipendente e il suo potere deve procedere contro coloro che commettono reati penali e altri, prendere misure legali per proteggere la proprietà della Repubblica di Croazia e fornire mezzi di ricorso per la protezione della Costituzione e della legge. Il Procuratore generale della Repubblica di Croazia è nominato dal Parlamento per un mandato di 4 anni.

### La Corte costituzionale della Repubblica di Croazia
La Corte Costituzionale è composta da 13 giudici eletti dal Parlamento per un periodo di 8 anni tra giuristi di rilievo, in particolare giudici, pubblici ministeri, avvocati e professori universitari di diritto.
Il ruolo principale della Corte è quello di decidere in merito alla conformità delle leggi e il controllo della Costituzione, per decidere sulle controversie tra legislativo, esecutivo e giudiziario, per decidere l'impeachment del Presidente della Repubblica, per monitorare e vietare partiti politici e supervisionare la costituzionalità e la legalità delle elezioni nazionali e dei referendum.
La Corte costituzionale della Repubblica di Croazia abrogherà una legge se la ritiene incostituzionale. Nel riesaminare la legislazione, il tribunale si basa spesso sulla cosiddetta identità costituzionale croata e sull'identità nazionale croata.

### Autogoverno locale e regionale
I comuni e le città sono unità di autogoverno locale a cui spettano le questioni di giurisdizione locale attraverso le quali vengono direttamente soddisfatti i bisogni dei cittadini, e in particolare le questioni relative all'organizzazione di località e alloggi, area e pianificazione urbanae, servizi pubblici, assistenza all'infanzia, assistenza sociale, servizi sanitari di base, istruzione e scuole primarie, cultura, educazione fisica e sport, protezione dei cittadini, protezione e miglioramento dell'ambiente, protezione antincendio e protezione civile.
Le contee sono unità di autogoverno regionale a cui spettano le questioni di importanza regionale, e in particolare questioni relative all'istruzione, ai servizi sanitari, all'area e all'urbanistica, allo sviluppo economico, alle infrastrutture del traffico e allo sviluppo di una rete di istruzione e salute e di istituzioni sociali e culturali.
Alla capitale di Zagabria può essere attribuita per legge lo stato di una contea.

### Relazioni internazionali
Gli accordi internazionali sono conclusi in base alla natura e al contenuto dell'accordo internazionale, sotto l'autorità del Parlamento croato, del Presidente della Repubblica e del Governo della Repubblica di Croazia. Gli accordi internazionali che prevedono l'approvazione di emendamenti alle leggi, gli accordi internazionali militari e politici e gli accordi internazionali che impegnano la Repubblica di Croazia finanziariamente saranno soggetti a ratifica da parte del Parlamento croato. Gli accordi internazionali conclusi e ratificati in conformità con la Costituzione e gli atti pubblici, che sono in vigore, faranno parte dell'ordinamento giuridico interno della Repubblica di Croazia e saranno al di sopra della legge in termini di effetti giuridici.
La procedura per l'associazione della Repubblica di Croazia in alleanze con altri Stati può essere istituita da almeno un terzo dei rappresentanti del parlamento croato, del presidente della Repubblica e del governo della Repubblica di Croazia. È vietato iniziare qualsiasi procedura per l'associazione della Repubblica di Croazia in alleanze con altri stati se tale associazione conduce, o potrebbe portare, al rinnovo di una comunità dello stato slavo meridionale o di qualsiasi tipo di stato balcanico. Qualsiasi associazione della Repubblica di Croazia sarà decisa prima dal Parlamento croato da una maggioranza di due terzi di tutti i rappresentanti. Qualsiasi decisione riguardante l'associazione della Repubblica di Croazia sarà presa mediante referendum a maggioranza del numero totale di elettori nello Stato.
Le disposizioni di questo articolo relative all'associazione faranno riferimento anche alle condizioni e alla procedura per il disaccoppiamento dalla Repubblica di Croazia.

### Modifiche
Gli emendamenti alla Costituzione della Repubblica di Croazia possono essere proposti da almeno un quinto dei membri del parlamento croato, dal presidente della Repubblica, dal governo della Repubblica di Croazia e, per iniziativa popolare, se le firme sono valide per il 10% del numero totale di elettori.
La decisione di emendare la Costituzione sarà presa a maggioranza di due terzi di tutti i membri del Parlamento croato. Nel caso dell'iniziativa popolare, viene convocato un referendum e la Costituzione può essere modificata anche senza il voto a maggioranza in Parlamento.